# 王宗俦
王宗俦（9世纪—924年），中国五代十国前蜀将领，前蜀高祖王建养子。
王宗俦有战功，初任排陈使，王建便收他做养子。武成年间为秦州留后，转任天雄軍節度使，兼侍中。乾德三年（921年）升任山南节度使，兼中书令。充西北面都招讨行营安抚使，率军伐岐，进攻陇州，屯守上邽，没有战绩。后唐的客省使李严来出使前蜀，李严称后唐有统一天下之志，说朱温篡唐，诸侯都不勤王。王宗俦认为他语带讽刺，请求皇帝王衍将他斩杀，王衍不听。王衍行为荒淫，乾德六年（924年）九月，王宗俦试图说服王宗弼废黜王衍，另立更能干的新帝。但王宗弼犹豫不决，王宗俦担心事泄，忧愤而死。王宗俦死后，王宗弼却告诉枢密使宋光嗣和景润澄等：“王宗俦叫我杀了你们这种人。现在他死了，你们不用担忧了。”宋光嗣等人俯伏泣谢。但王宗弼子王承班闻之，却说：“我家不能免祸了。”